# فولین سیسترمندز
فولین سیسترمندز (به انگلیسی: Pholien Systermans) (زادهٔ ۲۷ مارس ۱۹۹۰) شناگر اهل بلژیک است.